# مالانوو (استان لهستان بزرگ‌تر)
مالانوو (به لاتین: Malanów) یک روستا در لهستان است که در گمینا مالانوو واقع شده‌است.
 مالانوو  ۱٬۶۰۷ نفر جمعیت دارد و ۱۸۰ متر بالاتر از سطح دریا واقع شده‌است.